# Charles Soillot

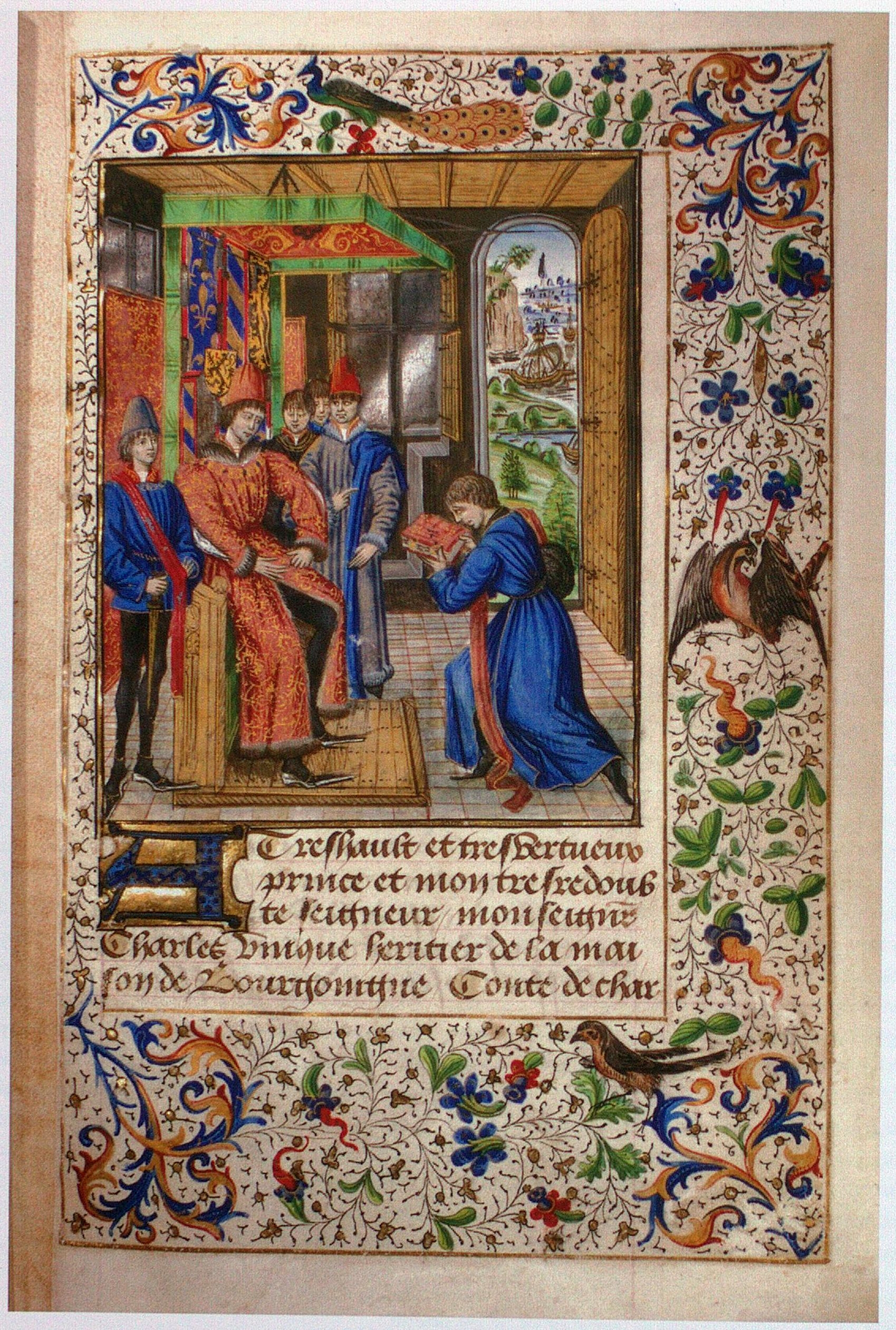
Charles Soillot die zijn werk, de vertaling van de Hiëro van Xenophon aanbiedt aan Karel de Stoute, toen nog Graaf van Charolais. KBR, Ms 1264 f1r

Charles Soillot (Noyers, 1434 – Brussel, ca. 1493) was een Frans schrijver uit de 15e eeuw, in dienst bij de hertogen van Bourgondië.
Charles Soillot was een zoon van Willem Soillot, ontvanger der domeinen bij Filips de Goede. Diens zoon Karel de Stoute fungeerde als peter voor de kleine Charles. Charles studeerde Latijn en werd daarna doctor in de rechten. Na zijn studies werd hij secretaris van zijn peter Karel van Charolais en in 1462 was hij secretaris van Filips de Goede. Bij Maria van Bourgondië en Maximiliaan bekleedde hij dezelfde functie. Van 11 augustus 1471 tot november 1483 was hij ook ‘controleur du sceau de l'audience’ Als beloning kreeg hij talrijke kerkelijke beneficies van de hertog zoals het dekenaat van het kapittel van Sint Pieter in Middelburg, een kanunnikdij in St. Donaas in Brugge, in de kathedraal van Kamerijk, in St. Pieter te Anderlecht en in Sint Goedele te Brussel.
Als literator vertaalde hij de Hiéro ou de la Tyrannie van Xenophon, uit de Latijnse versie van Leonardo Bruni naar het Frans in opdracht van Karel van Charolais. Daarnaast schreef hij ook omstreeks 1462 een eigen werk, Le débat de félicité. en een klein dichtwerk Les sept joies de Notre Dame.
- Bibliothèque nationale de France: cb16844134r (data)
- Digitale Bibliotheek voor de Nederlandse Letteren: soil001
- International Standard Name Identifier: 0000 0001 3911 0037
- Système universitaire de documentation: 13954240X
- Virtual International Authority File: 220365857